# Пасинков Степан Георгійович
Степан Георгійович Пасинков (21 вересня 1899, село Караул Вятського повіту Вятської губернії, тепер Кумьонського району Кіровської області, Російська Федерація — червень 1981, місто Кіров, Російська Федерація) — радянський діяч, голова виконавчого комітету Кіровської обласної ради. Депутат Верховної Ради СРСР 1-го скликання.

## Біографія
Народився в селянській родині. Закінчив школу I ступеня, вище початкове училище, курси поштових працівників.
З 1916 року працював в опалювачем-сторожем у військовій цензурі, телеграфістом. Учасник громадянської війни в Росії.
Член РКП(б) з 1919 року.
Очолював Костромський губернський відділ Спілки зв'язку, до 1925 року завідував залізничною конторою перевезення пошти.
У 1925—1929 роках — помічник директора Вятського пивного заводу, директор Андрєєвського пиво-спиртогорілчаного заводу, інспектор, ревізор Вятхарчотресту, завідувач пивної бази Вятського пивного заводу. У 1929—1930 роках — директор Вятського пивного заводу.
У 1930 році — завідувач відділу комунального господарства виконавчого комітету Вятської міської ради.
У серпні 1930 — березні 1932 року — голова виконавчого комітету Верхо-Шижемської районної ради Нижньогородського краю.
Закінчив Нижньогородські курси партійного активу.
У травні 1932 — квітні 1935 року — голова виконавчого комітету Малмизької районної ради Нижньогородського (Кіровського) краю.
У 1935 — жовтні 1937 року — завідувач відділу комунального господарства виконавчого комітету Кіровської крайової (обласної) ради.
У жовтні 1937 — вересні 1938 року — голова виконавчого комітету Кіровської обласної ради.
У вересні 1938 — 1945 року — заступник завідувача Кіровського обласного відділу охорони здоров'я; завідувач Кіровського обласного відділу харчової промисловості; завідувач Кіровського обласного відділу торгівлі.
У 1946—1953 роках — начальник відділу робітничого постачання Кіровського обласного управління місцевої промисловості, керуючий Кіровського обласного профтехпостачу.
У 1953—1957 роках — начальник постачання, заступник голови профспілкового комітету Кіровської облбагатопромспілки, начальник Кіровської обласної контори матеріально-технічного постачання Кіровського обласного управління місцевої промисловості.
Потім — на пенсії в місті Кірові.

## Нагороди
- орден «Знак Пошани»
- медалі